# Olmos de Esgueva
Olmos de Esgueva – gmina w Hiszpanii, w prowincji Valladolid, w Kastylii i León, o powierzchni 24,84 km². W 2011 roku gmina liczyła 234 mieszkańców.